# Proletären FF
Proletären FF är en idrottsförening som grundades 1972 i Göteborg av Bengt Frejd och andra i och omkring Kommunistiska Partiet. Dess motto är "idrott åt alla!" 
Föreningen har, trots att man spelar i de lägsta divisionerna, nått ett visst kändisskap på grund av sin tydliga koppling till Kommunistiska Partiet och sitt politiska och sociala arbete. Mest känd är man kanske för att man är huvudarrangör till Fredsloppet som organiseras årligen sedan 1985 och vars överskott går till olika politiska och sociala organisationer. ANC var den största mottagaren under apartheidtiden, numer är det ofta olika projekt i Palestina som stöds.[när?] Klubben har också engagerat sig i andra sociala och politiska frågor. Till exempel motsätter sig PFF ett svenskt medlemskap i EU och EMU och är motståndare till vägtullar i Göteborg.
PFF är en flitig motionär till Riksidrottsförbundets och Svenska Fotbollförbundets stämmor, vari man t.ex. krävt stopp för bolagisering av idrottsklubbarna, för behållande av 51%-regeln och för etablering av nya konstgräsplaner i Göteborg.
Proletären FF har representationslag i fotboll samt barn-/ungdomslag. Man har också barn/ungdoms-verksamhet i boxning, friidrott samt thai-boxning för vuxna. Tidigare har man även organiserat handboll och gymnastik. I handbollsserien har man som bäst legat i division 2 västsvenskan och division 3 i fotbollsserien.
Proletären FF agerar, med sitt idrottsliga arbete, även i integrationsfrågor. Förbundet har mottagit ekonomiskt stöd från idrottsrörelsen, på ett riksidrottsmöte, för sitt arbete med invandrarungdomar och förbundets tidigare ordförande, Bengt Frejd, har blivit inbjuden att tala om integrationsfrågor hos både Sida och den norska idrottsrörelsen på departementsnivå.

## Bombhot
Under flera decennier har klubben våldsamt blivit hotad av högerextrema grupper. År 1985 förstördes ett flertal fönsterrutor i det av föreningen byggda klubbhuset efter att de nämnda grupperna försökt bryta sig in i lokalen upprepade gånger. Detta har lett till att det alltid finns vakter i klubbhuset, dygnet runt och året om.

## Övrigt
Nelson Mandela blev utsedd till hedersordförande i Proletären FF, en post han accepterade.